# Рыцарь Глин
Рыцарь Глин, также известен как Черный Рыцарь или Рыцарь долины (англ. Knight of Glin) — наследственный титул, принадлежавший одной из ветвей рода Фицджеральдов из графства Лимерик (Ирландия) с начала XIV века. Семья была боковой линией династии Фицджеральдов (Джеральдинов), из дома графов Десмонда, ныне угасшего. Род получил во владения от английской короны поместья в графстве Лимерик. Своё название семья получила от деревни Глин (графство Лимерик, провинция Манстер).
Как и рыцари Керри, рыцари Глина происходили от одного из младших и незаконнорожденных сыновей Джона Фицджеральда, 1-го барона Десмонда (ум. 1261) от связи с Хонорой О’Коннор, дочерью Хью О’Коннор из Керри (королевство Коннахт). Первым известным рыцарем Глин был сэр Джон Фиц-Джон, который жил около 1260 года. Последним представителем рода являлся Десмонд Фицджеральд, 29-й рыцарь Глин (1937—2011).

## История
Род Десмондов происходил от Мориса Фиц-Джеральда, лорда Лланстефана (ок. 1100—1176), соратника Ричарда де Клера, 2-го графа Пембрука («Стронгбоу») во время нормандского завоевания Ирландии. Он прибыл в Ирландию в 1168 году с отрядом из 10 рыцарей, 20 эсквайров и 100 лучников, чтобы помочь местному королю Дермоту МакМурроу в борьбе за престол Лейнстера. Он скончался 1 сентября 1176 года и был похоронен в монастыре францисканцев в Уэксфорде. Морис был вторым сыном Джеральда де Виндзора, констебля Пембрука в Уэльсе, и валлийской принцессы Нест верх Рис. У Мориса Фиц-Джеральда было девять сыновей. один из них, Томас Фиц-Морис (ум. 1213), был женат на Элинор де Мариско, дочери Джордана де Мариско, сестре Эрве де Мариско, констебля из Ирландии, и Жоффруа де Мариско, лорда-юстициария Ирландии в правление короля Иоанна Безземельного. Томас Фиц-Морис стал основателем ветви Фицджеральдов из Десмонда, баронов (с 1329 года графов) Десмонда. Его брат, Джеральд Фиц-Морис (ок. 1150—1203), унаследовавший от отца Оффали, был родоначальником другой ветви Фицджеральдов из Килдэра, баронов (с 1316 года графов) Килдэйра, с 1766 года герцогов Лейнстер.
Джон Фицджеральд, 1-й барон Десмонд (ум. 1261), был женат первым браком на Марджери, дочери и наследнице сэра томаса Фиц-Энтони, лорда Десиза и Десмонда. Вторым браком Джон Фицджеральд женился на Хоноре, дочери Хью О’Коннора из Керри. Дети от первого брака: Морис Фиц-Джон Фицджеральд, лорд Десиз и Десмонд, предок графов Десмонд из семьи Фицджеральдов. Дети от второго брака: Гилберт Фиц-Джон, предок линии Белых рыцарей, Джон Фиц-Джон, родоначальник Черных рыцарей, Морис Фиц-Джон, родоначальник рыцарей Керри, и Томас Фиц-Джон, предок Фицджеральдов с острова Керри.

## Рыцари Глин
- Сэр Джон Фиц-Джон, 1-й рыцарь Глин, около 1260 года
- Томас Фиц-Джон, 8-й рыцарь Глин (ум. 1402), сын сэра Джона Фиц-Томаса
- Филип Фиц-Томас, 9-й рыцарь Глин, сын предыдущего
- Томас Фиц-Филип, 10-й рыцарь Глин, сын предыдущего
- Эдмонд Фиц-Томас, 11-й рыцарь Глин (ум. 1503), старший сын предыдущего
- Преподобный Джон Фиц-Томас, 12-й рыцарь Глин (умер 1541), младший брат предыдущего
- Томас Фиц-Джон, 13-й рыцарь Глин (ум. 1569), сын предыдущего
- Эдмонд Фиц-Томас, 14-й рыцарь Глин, сын Томаса Фиц-Томаса (ум. 1569) и внук Томаса Фиц-Джона, 13-го рыцаря Глина
- Томас Фицджеральд, 15-й рыцарь Глин (умер 1659), старший сын предыдущего
- Джон Фицджеральд, 16-й рыцарь Глин, младший брат предыдущего
- Майор Джеральд Фицджеральд, 17-й рыцарь Глин (умер 1689), сын предыдущего
- Томас Фицджеральд, 18-й рыцарь Глин (умер 1730), старший сын предыдущего
- Джон Фицджеральд, 19-й рыцарь Глин (умер 10 августа 1737), старший сын предыдущего
- Эдмонд Фицджеральд, 20-й рыцарь Глин (умер 25 февраля 1763), младший брат предыдущего
- Ричард Фицджеральд, 21-й рыцарь Глин (умер 29 июня 1775), младший брат предыдущего
- Томас Фицджеральд, 22-й рыцарь Глин (умер 15 октября 1781), младший брат предыдущего
- Полковник Джон-Бейтман Фицджеральд, 23-й рыцарь Глин (умер 18 июня 1803), старший сын предыдущего
- Подполковник Джон Френсис Фицджеральд, 24-й рыцарь Глин (28 июня 1791 — 25 апреля 1854), единственный сын предыдущего
- Джон Френсис Эйр Фицджеральд, 25-й рыцарь Глин (26 мая 1813 — 25 ноября 1866), старший сын предыдущего
- Десмонд Джон Эдмунд Фицджеральд, 26-й рыцарь Глин (25 марта 1840 — 17 августа 1895), старший сын предыдущего
- Десмонд Фицджон Ллойд Фицджеральд, 27-й рыцарь Глин (12 марта 1862 — 17 сентября 1936), старший сын предыдущего
- Десмонд Уиндем Отто Фицджеральд[англ.], 28-й рыцарь Глин (20 января 1901 — 2 апреля 1949), единственный сын предыдущего
- Десмонд Джон Вильерс Фицджеральд, 29-й рыцарь Глин[англ.] (13 июля 1937 — 14 сентября 2011), единственный сын предыдущего.